# Aeropuerto Regional de Manhattan
El Aeropuerto Regional de Manhattan (IATA: MHK, ICAO:KMHK, FAA LID: MHK) en el condado de Riley, Kansas, es el segundo aeropuerto comercial más ocupado de Kansas. Es propiedad de la ciudad de Manhattan, Kansas, y está a unas cinco millas al suroeste del centro de Manhattan. American Airlines sirve al aeropuerto con cinco vuelos diarios al Aeropuerto Internacional de Chicago O'Hare y al Aeropuerto Internacional de Dallas / Fort Worth. El aeropuerto también se usa para la aviación general y para aviones fletados por los equipos deportivos militares y universitarios (el aeropuerto está a cuatro millas al este de Fort Riley y ocho millas al suroeste del complejo deportivo de la Universidad Estatal de Kansas).
El Plan Nacional de Sistemas Aeroportuarios Integrados para 2013–2017 lo clasificó como un aeropuerto de servicio comercial principal (más de 10,000 embarques por año).
El tráfico en el aeropuerto se multiplicó rápidamente después de que American Eagle comenzó su servicio en agosto de 2009. Entre 2008 y 2012, los registros de la Administración Federal de Aviación muestran que los embarques anuales de pasajeros en el aeropuerto aumentaron de 16,489 a más de 69,000. Las estadísticas más recientes de la FAA muestran 66,263 inscripciones en 2015.

## Instalaciones
El Aeropuerto Regional de Manhattan cubre 680 acres (275 ha) a una elevación de 1,066 pies (325 m).
En 2014, el aeropuerto tenía 23.783 operaciones de aeronaves: 78% de aviación general, 15% de líneas aéreas y 7% de militares. 46 aviones se basaron entonces en este aeropuerto: 33 monomotores, 12 multimotores y 1 jet.
El aeropuerto tiene dos pistas de concreto: 3/21 es 7,000 por 150 pies (2,134 x 46 m) y 13/31 es 5,000 por 75 pies (1,524 x 23 m). Hay cinco calles de rodaje y dos plataformas de estacionamiento; pueden soportar aviones tan grandes como el Boeing 767 o el C-17.
Tres sistemas de navegación y múltiples sistemas de iluminación guían los aviones al aeropuerto. Una torre de control de la FAA y dos vehículos de rescate de aviones y de extinción de incendios (ARFF) completan el soporte en el lado aéreo. Cualquier avión con 30 asientos de pasajeros o más, o más de 110,000 lb (50,000 kg) de aterrizaje requiere un permiso previo del Director del Aeropuerto para aterrizar. Aviones tan grandes como el Boeing 767 aterrizan ocasionalmente como cartas para los equipos militares o deportivos.

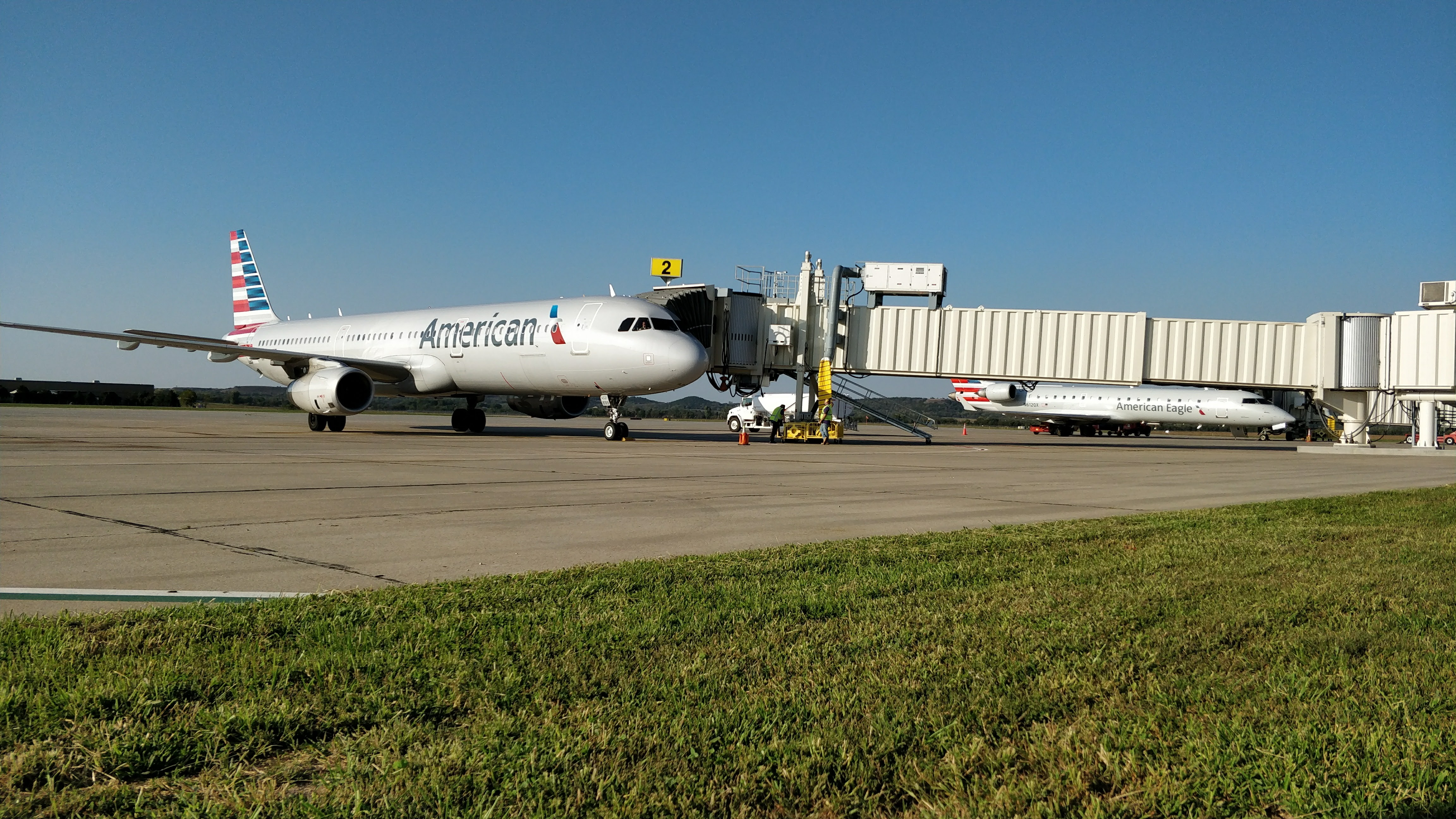
Un Airbus A321 de American Airlines cerrado en la nueva terminal de Manhattan, Kansas. Este vuelo fue un vuelo chárter de atletismo de Big 12 Conference que llevó a TCU Horned Frogs a Manhattan para un juego de fútbol americano universitario de la NCAA.

### Servicios
La primera fase de la nueva terminal del aeropuerto de 42,000 pies cuadrados (3,900 m²) se inauguró en marzo de 2015, y aloja a American Airlines, Hertz Rent-a-Car, Enterprise Car Rental y otros servicios. La instalación ampliada incluirá dos puertas, un punto de control de seguridad TSA ampliado y espacio adicional para la circulación de pasajeros. También habrá alojamiento para un restaurante del aeropuerto. La terminal reemplaza una terminal de 11,700 pies cuadrados (1,090 m²) inaugurada en 1997, que fue demolida y reemplazada debido al aumento del tráfico de aerolíneas comerciales. La terminal está ubicada en 5500 Skyway Drive, adyacente a la torre de control de la FAA y FBO.

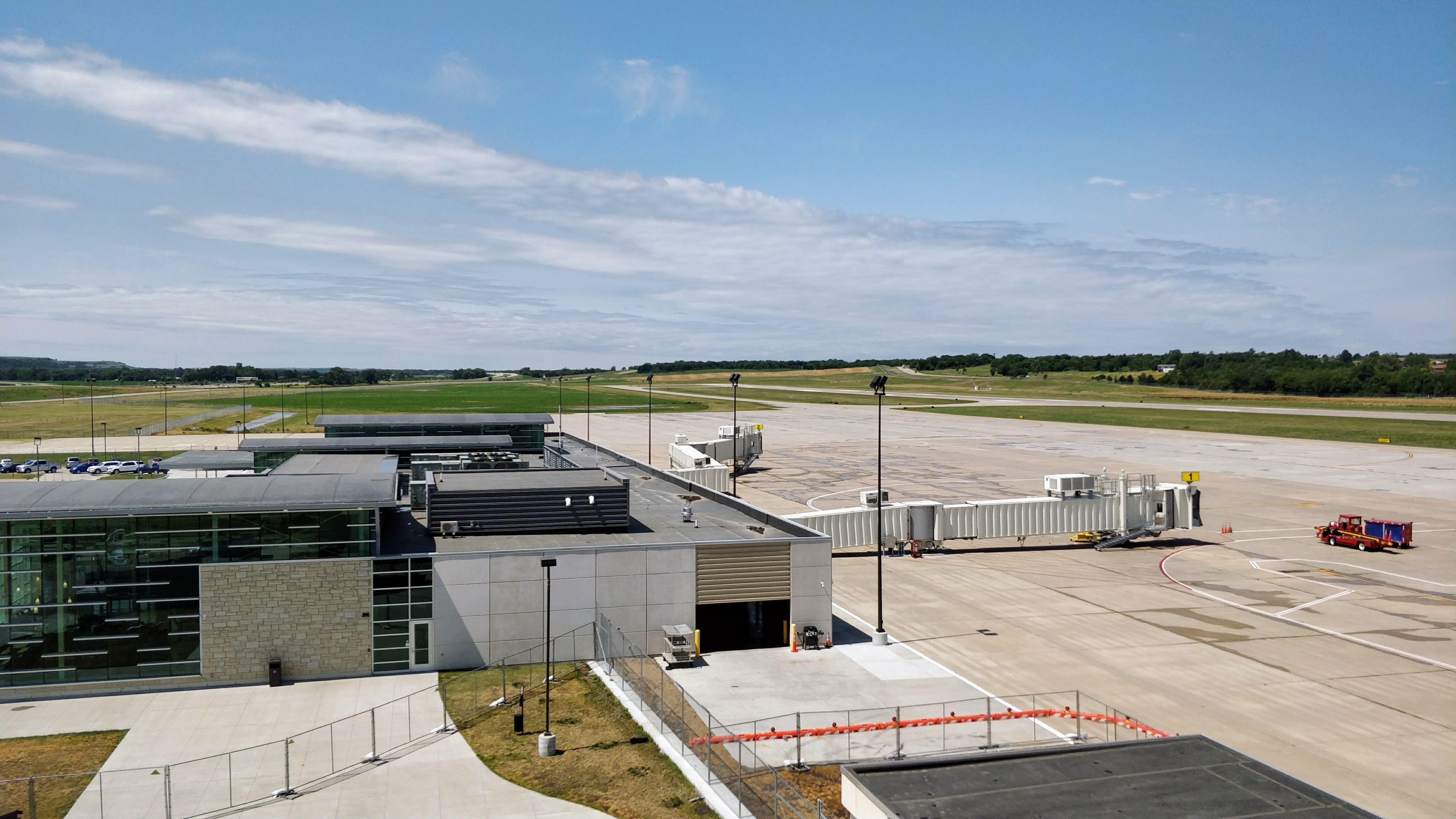
Una foto tomada desde la Torre de Control de Tráfico Aéreo que muestra el diseño del área de rampa de la terminal y los puentes de embarque de pasajeros en la nueva terminal.

La instalación de FBO, junto a la terminal de pasajeros, está ocupada por el Kansas Air Center, que opera en el aeropuerto de Manhattan desde mayo de 1989. Es un servicio completo de FBO, que proporciona combustible, servicio de charter, instrucción de vuelo, alquiler de aeronaves y servicios de gestión.
Un antiguo edificio terminal de 4,100 pies cuadrados (380 m²) construido en 1958 es ahora el hogar de las oficinas administrativas del aeropuerto. Esta instalación se encuentra en 1725 South Airport Road, 1 milla (2 km) al este de la terminal de pasajeros.
Heartland Aviation utiliza un hangar de mantenimiento de piedra de 8,000 pies cuadrados (700 m²), construido en 1940, junto al antiguo edificio de la terminal para dar servicio y reparar aeronaves. El Club de Vuelo de la Universidad Estatal de Kansas, un inquilino del aeropuerto por más de 50 años, tiene espacio de oficina en esta instalación para instrucción y planificación de vuelo.
Otras instalaciones incluyen una estación de bomberos, 48 hangares, áreas de almacenamiento, una granja de combustible y una torre de control de tráfico aéreo.

## Aerolínea y destinos
| Aerolíneas     | Destinos                          |
| -------------- | --------------------------------- |
| American Eagle | Chicago–O'Hare, Dallas/Fort Worth |

American Eagle opera vuelos diarios a Dallas / Ft. Worth International Airport y el Aeropuerto Internacional O'Hare de Chicago

## Historia
El 13 de junio de 1939, la construcción del aeropuerto de Manhattan comenzó con la plantación de pistas de césped temporales. La instalación se dedicó en noviembre de 1940. La primera terminal del "Aeropuerto Municipal de Manhattan" se dedicó el 19 de abril de 1953, y el senador estadounidense Frank Carlson proporcionó una dirección. Los vuelos de las aerolíneas comerciales comenzaron a principios de ese mes.
La actual terminal de la línea aérea comercial se abrió en dos fases entre 2015-2016 y reemplazó la anterior terminal de 1997. El proyecto de $ 18 millones presenta tres posiciones de estacionamiento accesibles desde dos puertas en el puente jet y puede acomodar aviones tan grandes como el Boeing 737 o el Airbus A320. La nueva terminal tiene más espacio para la emisión de boletos de avión, reclamo de equipaje, alquiler de autos y control de seguridad. También hay un espacio para un restaurante en el aeropuerto, sin embargo, a partir de agosto de 2017 no se ha encontrado un inquilino para el espacio.
Desde la década de 1950, varias aerolíneas comerciales han servido al Aeropuerto Regional de Manhattan.

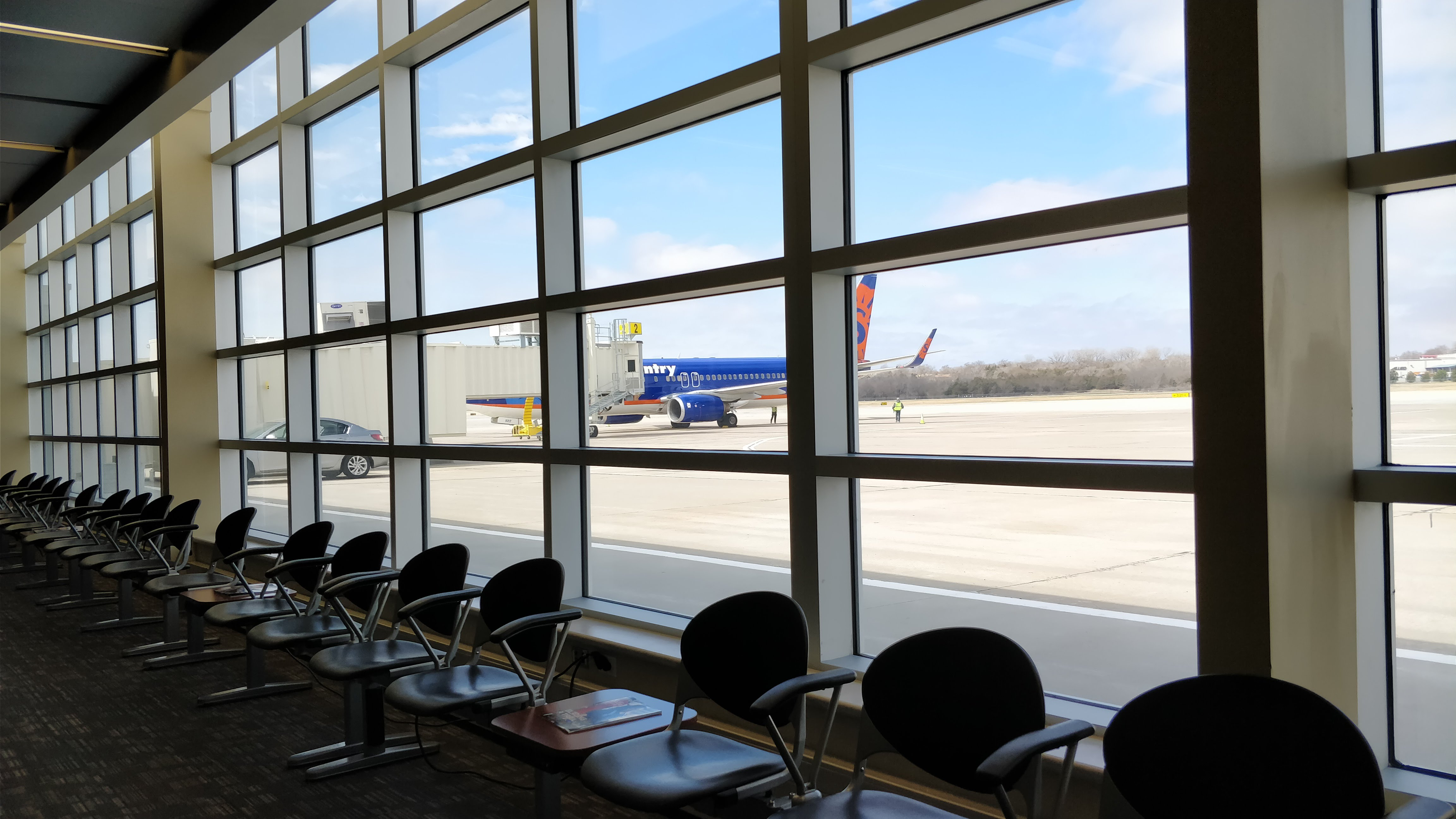
Las puertas de Sun Country 737-800 en la Puerta 2 del Aeropuerto Regional de Manhattan para una carta de atletismo Big 12.

### Historial de servicio
Continental Airlines

El primer servicio de línea aérea programado a Manhattan fue Continental Airlines, que comenzó los vuelos DC-3 a Wichita en abril de 1953. El vuelo de Continental DC-3 finalizó en 1961, reemplazado por Central.
Servicio Aéreo Capital
Capital Air Service, Inc. (ICAO designación de la aerolíneaCPX), tenía su sede en Manhattan desde la década de 1960 hasta que la compañía cesó sus vuelos en 1989, después de haber sido castigada dos veces por la FAA por múltiples violaciones de seguridad y registros. Capital Air proporcionó servicios aéreos punto a punto a ciudades de todo el noreste de Kansas.
Durante la década de 1970, Capital Air, que operaba como un servicio de taxi aéreo, sufrió dos accidentes, uno de ellos con víctimas mortales. Durante la década de 1980, uno de sus aviones se volcó con una ráfaga de viento mientras esperaba la autorización para despegar, y otro avión, un DCH-6 Twin Otter, cortó el costado de un edificio de la terminal, ambos incidentes ocurrieron en el Aeropuerto Internacional de Kansas City.
En el apogeo de sus operaciones, Capital Air sirvió a Manhattan; Salina, KS (SLN); Topeka, KS (FOE); Lawrence, KS (LWC); y Kansas City, MO (MCI) utilizando dos aeronaves turbohélices DCH-6 Twin Otter deHavilland Canada de 20 pasajeros y una o más aeronaves de motor de pistón más pequeñas.
Frontier Airlines
Comenzando cuando se fusionó con Central Airlines en 1967, el Frontier Airlines original voló de Manhattan a Salina; Topeka (FOE); Wichita (ICT); y Kansas City en el Convair CV580 de 44 asientos. A principios de la década de 1980, Frontier's Convairs se había ido, reemplazado por un único diario sin escalas 737 a Denver (DEN) que terminó en 1982-83.
Air Midwest
Desde mediados de la década de 1980 hasta principios de la década de 1990, antes de su venta a Mesa Air Group en 1991, Air Midwest, con sede en Wichita, voló de Manhattan a Salina y Kansas City en Fairchild Metroliner III para 19 pasajeros.
Durante varios años, a mediados de la década de 1980, Air Midwest fue un afiliado de Eastern Air Lines y voló el Saab 340A de 30 pasajeros en pintura oriental a Kansas City.
Cuando Eastern cerró su centro de operaciones en Kansas City, Air Midwest vendió sus Saabs y firmó un nuevo acuerdo de código compartido con la segunda encarnación de Braniff Airlines, que inició un pequeño centro de operaciones en MCI, y comenzó vuelos a Kansas City en Fairchild Metroliner III.
Mesa Air Group

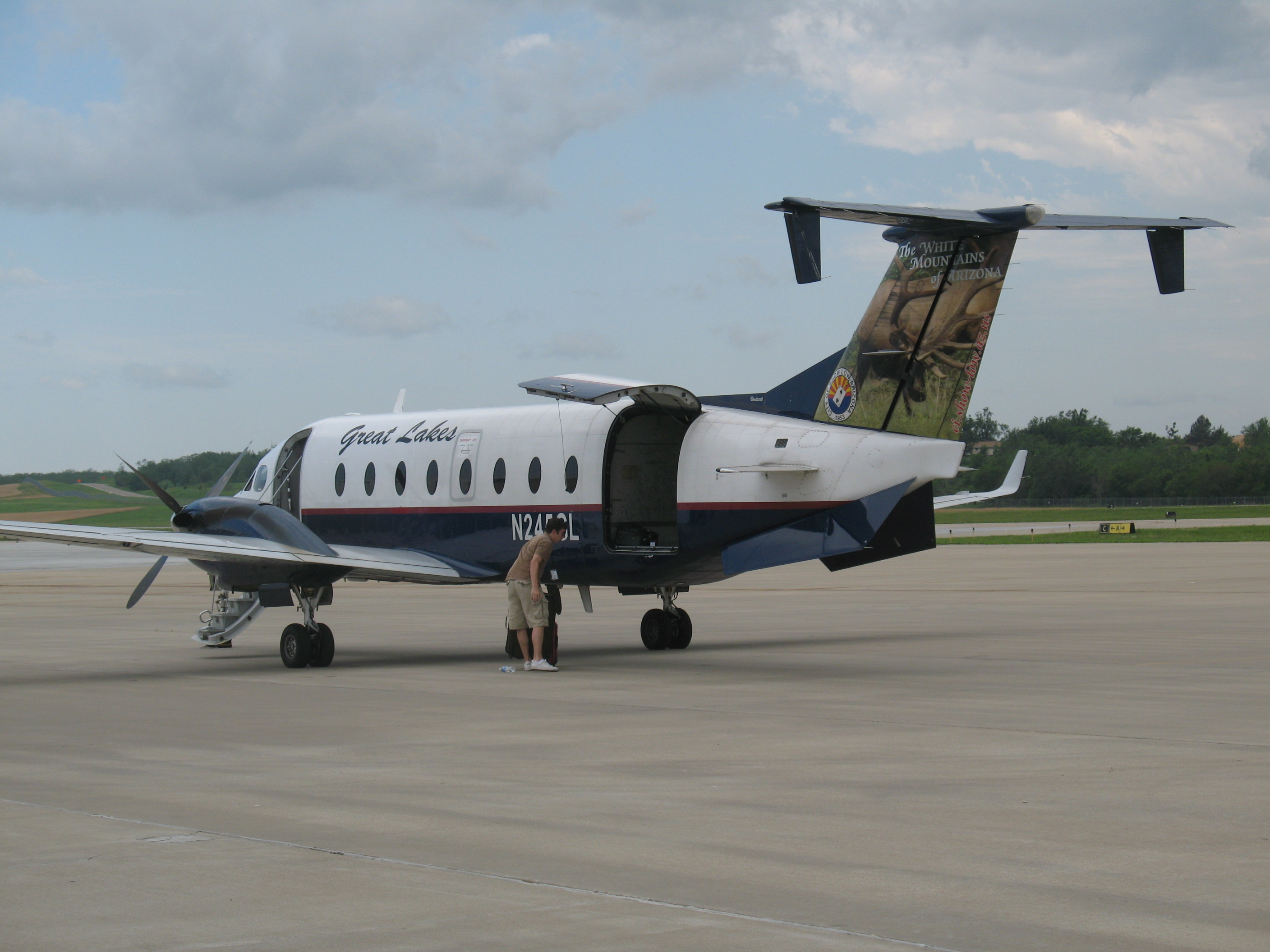
Un Beechcraft 1900D de Great Lakes Airlines en Manhattan Regional en 2009

En 1991, Air Midwest fue vendido al Grupo Mesa Air de Nevada. Posteriormente, Air Midwest (una subsidiaria de Mesa Air Group), actuando en virtud de un acuerdo de código compartido con U.S. Airways y operando como US Airways Express, realizó vuelos a Kansas City, Misuri desde Manhattan, Kansas, con tres vuelos diarios que utilizan el avión Beechcraft 1900D de 19 pasajeros. El servicio finalizó con la quiebra de Air Midwest en 2008, cuando se cerraron todos los contratos y vuelos de Essential Air Service operados por Mesa.
Great Lakes Airlines
Great Lakes Airlines voló a Manhattan entre el 30 de marzo de 2008 y el 7 de abril de 2010, asumiendo el control después de que Mesa se fue y el servicio final después de que American Eagle anunciara una expansión adicional. Hubo tres vuelos diarios, la mayoría de los días a Kansas City, e inicialmente dos vuelos diarios (con una parada) a Denver. Los vuelos a Denver se redujeron más tarde una vez al día. Grandes lagos utilizaron la haya 1900Ds.
Allegiant Air
Allegiant Air operó un servicio de corta duración de vuelos dos veces por semana entre Manhattan y Phoenix – Mesa Gateway Airport desde el 7 de noviembre de 2013 hasta el 23 de febrero de 2014.

## Accidentes e incidentes
- El 28 de mayo de 1963, una Super Constelación Lockheed L-1049 operada por Standard Airways sufrió un fallo en la hélice y se estrelló en el aeropuerto de Manhattan. Los setenta pasajeros y la tripulación escaparon del avión.
- El 16 de marzo de 1980, un avión de pasajeros que salía del aeropuerto de Manhattan perdió una rueda de su tren de aterrizaje inmediatamente después del despegue. El avión rodeó el aeropuerto de Manhattan durante 90 minutos para quemar combustible, antes de aterrizar de manera segura en Manhattan en una lluvia de chispas.